# Aló Gisela
Aló Gisela fue un programa de televisión peruano de mediodía, conducido por Gisela Valcárcel durante los años 1987-1992 y en el año 2000. El programa fue transmitido por Panamericana Televisión y producido por Fernando Guille con la ayuda de su hermano Guillermo Guille. 
Durante los años en que fue transmitido en América Televisión, el programa tuvo como nombre Gisela en América (1993-1994, 1996-1997) y cuando estuvo en Global Televisión se llamó Gisela contigo (1998).

## Historia
Los creadores, Guillermo y Fernando Guille buscaron una animadora para un nuevo programa del mediodía, en la terna se encontraban: Gisela Valcárcel, Roxana Canedo, Camucha Negrete, Silvia Maccera y Cecilia Bracamonte; de todas ellas eligieron a Gisela para la conducción del programa.
El programa fue emitido en directo (salvo excepciones por motivos técnicos y/o de infraestructura del canal), contaba con entrevistas a expertos en temas relacionados al hogar (como abogados, médicos, cocineros, etc), políticos, deportistas, artistas locales e internacionales. A veces, también se convocaba a sorteos a través de las cartas que debían enviarse a las filiales del canal y otros en donde los concursantes intervenían personalmente en el set. Su rasgo distintivo es su teléfono, que sirvió para realizar concursos por llamadas telefónicas (por primera vez vistos en el Perú) de las amas de casa.
El primer programa fue emitido el miércoles 28 de octubre de 1987; los productores quisieron darle una sorpresa a la animadora para tentar al índice de audiencia (que en esa época era medido vía el "cuadernillo"): Llevaron al estudio de televisión a su hija Ethel; ante esto la conductora no pudo evitar el llanto, las lágrimas hicieron que una de las pestañas postizas que llevaba puesta se le cayera, desde entonces se recuerda ese momento como la génesis de Valcárcel.
Gisela Valcárcel combinó su talento para entretener delante de las cámaras con su vida privada, y atrajo cada vez más al público. Al poco tiempo, el programa comenzaría a ser recordado por registrar el más alto puntaje en cifras del índice de audiencia, logrando (en la franja horaria) promedios mayores de 40 puntos, algo nunca antes visto hasta ese momento en la historia de la televisión peruana, lo que coronó a Gisela como "La Reina del Mediodía".
El 31 de diciembre de 1992, Gisela decide renunciar al programa porque decide dejar el país para estudiar actuación y locución en México. A su regreso pasó a América Televisión para continuar con su programa, esta vez renombrado como Gisela en América entre 1993 a 1994 y luego entre 1996 a 1997. 
En 1998, recibió la propuesta de Red Global para continuar con el mismo formato de programa, el cual se tituló Gisela Contigo.
El 15 de octubre de 1999 Panamericana anunció la contratación de Valcárcel para volver a la televisión en el 2000 tras un año de ausencia y retomando el título de Aló Gisela en un ciclo que duró del 13 de marzo al 29 de diciembre. Además, fue su última temporada como conductora de programas diarios en horario diurno.

### Gisela en América
El 19 de julio de 1993, Gisela Valcarcel pasó a América Televisión y condujo el programa Gisela en América producido por Juan Sotomayor, el cual estrenó en el mes de julio.
Este nuevo programa se diferenció de Aló Gisela en que contaba con público presente en los estudios de Barranco de América Televisión, el cual asistía al programa que era transmitido en vivo y en directo y además participaba en algunos concursos con diversos premios como electrodomésticos, dinero en efectivo y dotaciones de productos de primera necesidad. El programa inmediatamente logró altos niveles de sintonía y contó con entrevistas a artistas nacionales e internacionales. A veces se ponían en juego automóviles.
El 14 de septiembre de 1993, Valcárcel realizó una entrevista al entonces presidente Alberto Fujimori, quien se encontraba promoviendo la nueva constitución que sería sometida a referéndum en octubre del mismo año. Por otra parte, el 30 de diciembre de 1994 se emitió el último programa de la primera etapa. 
En marzo de 1996 retorna el programa luego de un año de ausencia y siempre desde el Estudio 4 de Barranco; aunque en algunas ocasiones se emitió desde su set principal y también en exteriores. Su novedad fue otorgar 1000 dólares acumulables como premio por fecha en sus juegos. 
Del 17 de marzo al 31 de diciembre de 1997 se emite su última temporada. A diferencia del año anterior, era la misma Gisela la que llamaba a las casas de las personas sorteadas vía carta para participar en los concursos "De compras con Gisela" y "El Tablero Millonario de Gisela"; este último ofrecía como primer premio un departamento amoblado.
Al igual que en Aló Gisela, los modelos jugaron un papel importante en el programa siendo Karina Rivera, Alessandra Chávez, Christian Thorsen, Tina y Lisa Rek, Lucho Cáceres y Erika Ramírez los más destacados.

### Así es Gisela
En 1995 volvería a Panamericana Televisión, después de tres años para hacer Así es Gisela, del mismo formato pero en horario nocturno. Pero debido a baja sintonía y el inicio de la primera crisis en dicho canal, solo duró ese año.
En dicha temporada, se emitió la boda de la presentadora y el futbolista Roberto Martínez.

### Gisela contigo
En 1998, Valcárcel emigró a Red Global para realizar el programa a través de la entonces productora "Astros" entre el 27 de abril y el 31 de diciembre de ese año. La primera parte de la temporada se emitió en el Teatro Peruano Japonés y tras una pausa por Fiestas Patrias se trasladó al recién estrenado Teatro Astros en la Avenida Brasil cuadra 8 en el distrito de Jesús María, al frente de la sede principal del canal ubicado en el límite con Breña. Fue ahí dónde hubo un incidente con la banda chilena Los Prisioneros debido a que no querían cantar en vivo, generando molestia del público presente en el set y de los televidentes. Debido a la baja audiencia que registraba, no obstante los premios que se ponían en juego siendo una casa amoblada el regalo principal, fue cancelado en ese año y la presentadora se tomó un descanso en todo 1999.

## Impacto en la sociedad
El día anterior al lanzamiento del programa, el diario El Comercio, anunció en una página entera la publicidad del programa, que decía: Horas diferentes, alegres y gratificantes, con grandes premios que el Perú entero podrá ganar sin salir de casa... por primera vez la televisión peruana propone al televidente un nuevo estilo que permitirá la participación activa de todos los peruanos a través de la línea telefónica. Ese mismo aviso sería repetido en diversos periódicos y revistas durante los primeros tres meses del programa.
En el primer programa se abrieron las líneas telefónicas solo para Lima, era la primera vez que un personaje popular se dirigía así al televidente. Gisela tenía que dialogar y ser una compañía para las amas de casa, las cuales llamaban al programa y eran tratadas por Gisela como "Señito", término que popularizó. Desde entonces, las señoras peruanas tenían un programa en donde participar. Pese a que la competencia empezó, Gisela lograba promedios de índice de audiencia insuperables, que hicieron de este programa el más visto en sus años de transmisión.
Los invitados internacionales fueron reconocidos artistas como Raphael, Camilo Sesto, Shakira, Chayanne, Alejandra Guzmán, Paloma San Basilio, Luis Miguel, Thalía, Paulina Rubio, Juan Gabriel, Rocío Dúrcal, Marta Sánchez, Ricky Martin, Leonardo Favio, Los Prisioneros, Ricardo Montaner, Guillermo Dávila, entre muchos otros.